# (37835) 1998 BC44
1998 بي سي 44 (ويعرف أيضًا باسم (37835) 1998 بي سي 44 وفق تسمية الكوكب الصغير) (بالإنجليزية: 1998 BC44)‏ هو كويكب ضمن حزام الكويكبات؛ وترتيبه 37835 من حيث الاكتشاف.
اكتُشف هذا الجُرم الفلكي بواسطة ماورا تومبيلي ‏ في 25 يناير 1998.

## وصلات خارجية
- (37835) 1998 BC44 في قاعدة بيانات مختبر الدفع النفاث لأجرام النظام الشمسي الصغيرة

- الاكتشاف · مخطط المدار ·  العناصر المدارية · المعلمات المادية

- (37835) 1998 BC44 على موقع ويكي سكاي: DSS2, SDSS, GALEX, IRAS, Hydrogen α, X-Ray, Astrophoto, Sky Map, Articles and images